# 薩拉什冰原島峰
62°32′14.3″S 59°45′21″W / 62.537306°S 59.75583°W

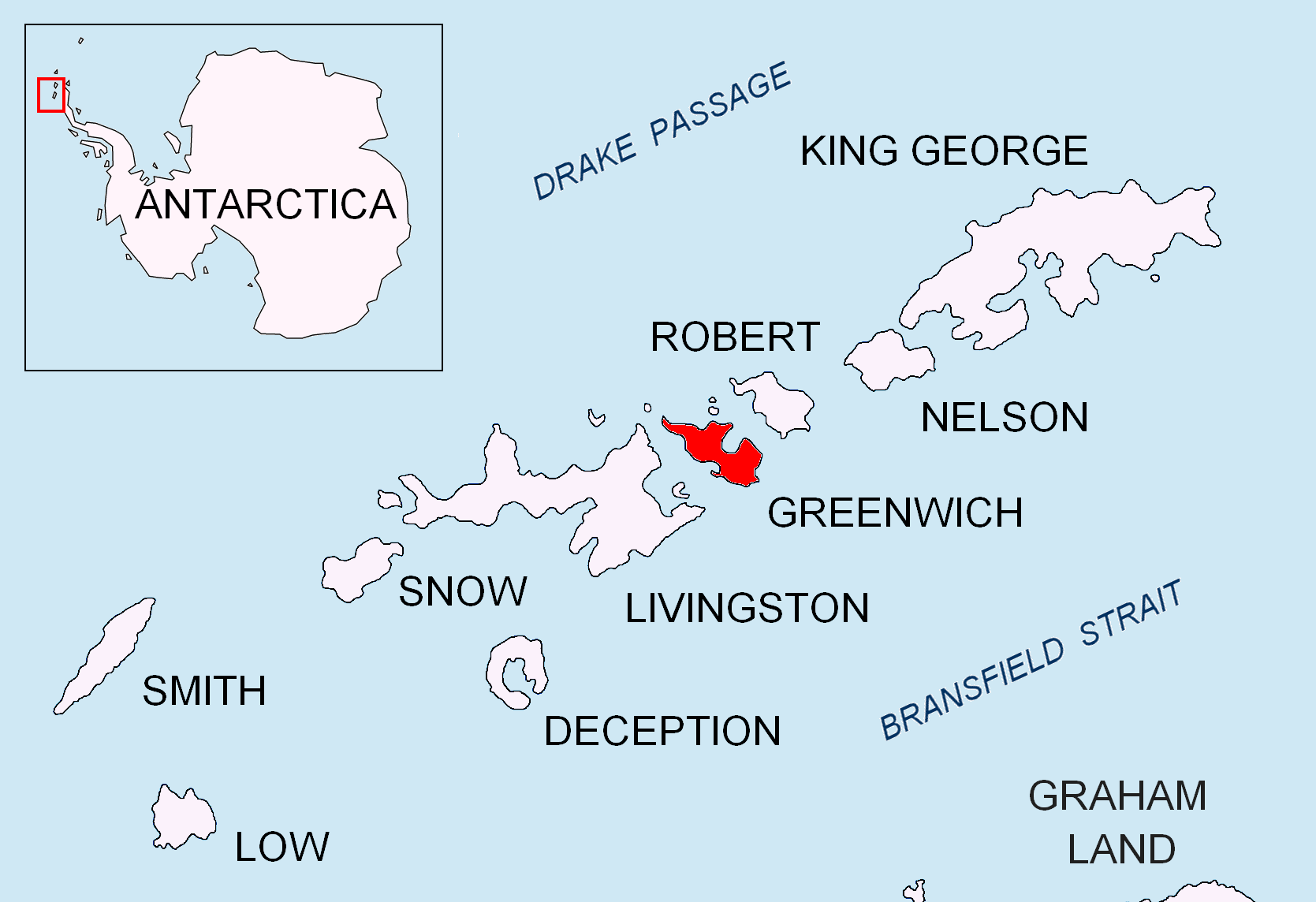

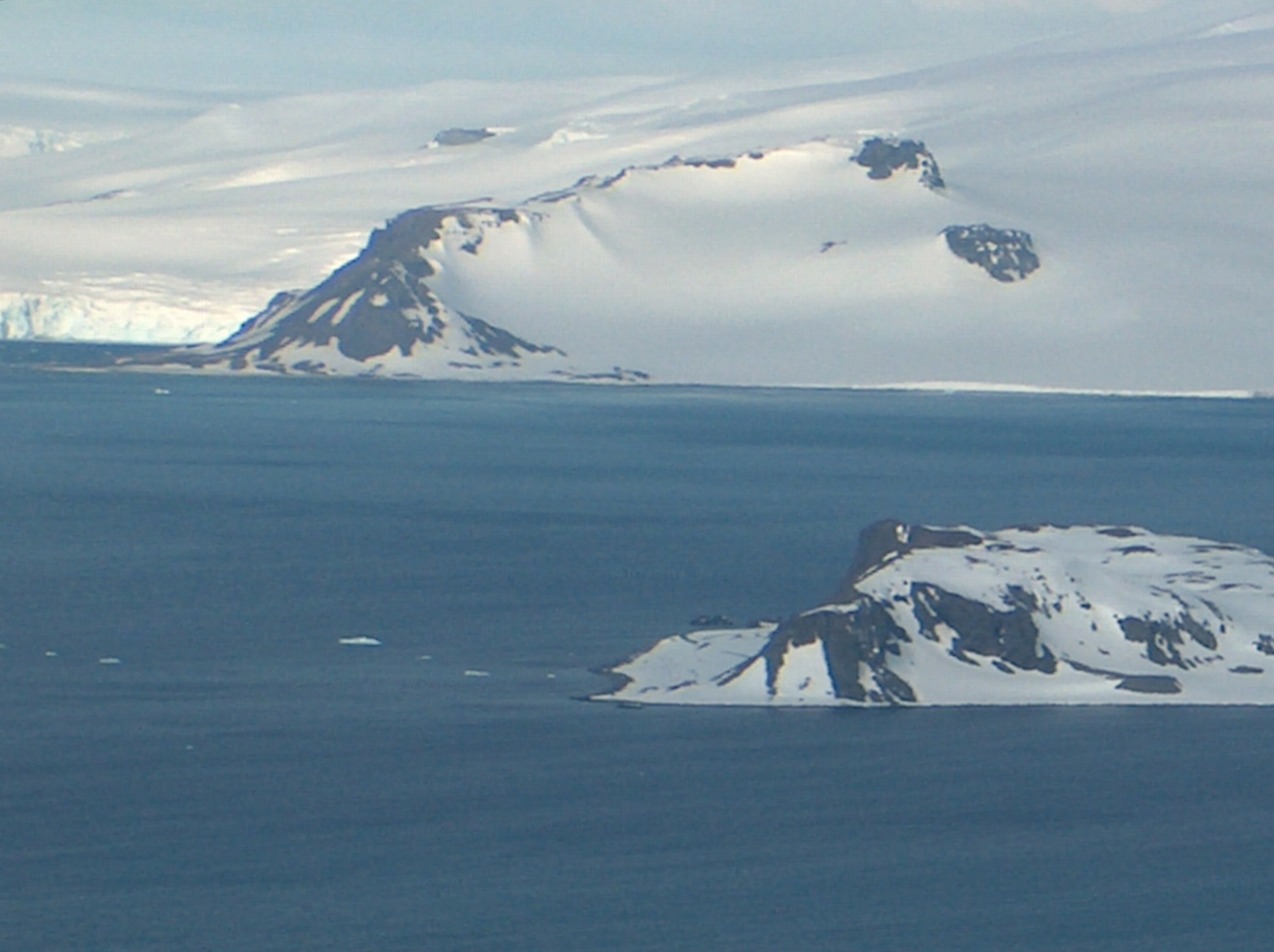

薩拉什冰原島峰是南極洲的冰原島峰，位於南設得蘭群島中格林尼治島的布雷茲尼克高地，處於奧博里什泰嶺西南面0.4公里和內弗利亞峰以西1.35公里，海拔高度220米，

## 外部連結
- Salash Nunatak. （页面存档备份，存于） SCAR Composite Gazetteer of Antarctica.